# 2020年香港立法會參選人被取消參選資格風波
2020年香港立法會參選人被取消參選資格風波是指在2020年香港立法會選舉中，香港選舉管理委員會各選區選舉主任取消多名參選人參選資格，為歷來最大規模「DQ」，事件牽涉港府憲政、人權法定保障等的問題，影響是次選舉的公正性，引起香港市民的廣泛關注。

## 背景

### 選舉提名及確認書
根據《立法會選舉程序規例》，在立法會地方選區選舉中，有意參選的人士須得到由該地方選區的100名合資格選民的提名簽署及一名見證人簽署，於提名期內填妥提名表格同意書連同5萬港元選舉按金送交當區選舉主任，經選管會核實資料後通常在2-3日後書面通知參選人提名是否有效，於提名期結束後有關部門會正式刊憲公告有效候選人。
2016年7月14日，選舉管理委員會發出新聞公報，指「留意到近期社會上有意見關注到參選人是否已充分明白《基本法》的內容」，故新增一份聲明確認書，當中特別列明參選人須擁護《基本法》第 1 條、第 12 條及第 159(4) 條：
- 第 1 條：香港特區是中華人民共和國不可分離的部份
- 第 12 條：香港特區是中華人民共和國一個享有高度自治權的地方行政區域，直轄於中央人民政府
- 第 159(4) 條：《基本法》若有任何修改，均不得與中華人民共和國對香港既定的基本方針政策相牴觸。[5]

### 臨時更換選舉主任
這次選舉，各地區直選及功能組別的選舉主任安排，打破過去由當區民政事務專員擔任選舉主任的傳統做法，而是跨區配對。此安排被部分媒体視為剝奪有意參選的民主派區議員的參選資格鋪路。

## 名單

### 選舉主任

#### 地方選區
地方選區選舉主任如下：
| 姓名   | 選區   | 職位               |
| ------ | ------ | ------------------ |
| 黃智華 | 香港島 | 黃大仙民政事務專員 |
| 梁子琪 | 九龍西 | 中西區民政事務專員 |
| 蔡敏君 | 九龍東 | 九龍城民政事務專員 |
| 黃展翹 | 新界西 | 沙田民政事務專員   |
| 楊蕙心 | 新界東 | 離島民政事務專員   |

#### 功能界別
作出提問的功能界別選舉主任如下：
| 姓名   | 界別           | 職位                           |
| ------ | -------------- | ------------------------------ |
| 曾鳳怡 | 會計界         | 財經事務及庫務局首席助理秘書長 |
| 廖廣翔 | 會計界         | 財經事務及庫務局副秘書長       |
| 莫君虞 | 法律界         | 公務員事務局首席助理秘書長     |
| 羅莘桉 | 飲食界         | 食物及衞生局首席助理秘書長     |
| 王國彪 | 批發及零售界   | 商務及經濟發展局首席助理秘書長 |
| 李翱全 | 區議會（第二） | 民政事務總署助理署長           |

### 選舉主任提問
| 參選人 | 選區／界別     | 派系       | 政黨 | 政黨       | 確認書 | 收信日  | 選舉主任提問                                                       | 選舉主任提問  | 提名 |
| ------ | -------------- | ---------- | ---- | ---------- | ------ | ------- | ------------------------------------------------------------------ | ------------- | ---- |
| 梁繼昌 | 會計界         | 溫和民主派 |      | 專業議政   | 已簽   | 7月25日 | 請求美國及外國制裁、否決預算案及政府議案                           | [ 12 ]        | 無效 |
| 郭榮鏗 | 法律界         | 溫和民主派 |      | 公民黨     | 已簽   | 7月25日 | 請求美國及外國制裁、否決預算案及政府議案                           | [ 13 ] [ 14 ] | 無效 |
| 林瑞華 | 飲食界         | 溫和民主派 |      | 公民黨     | 已簽   | 7月27日 | 請求美國及外國制裁、否決預算案及政府議案                           | [ 15 ]        |      |
| 鄭達鴻 | 香港島         | 溫和民主派 |      | 公民黨     | 拒簽   | 7月25日 | 請求美國及外國制裁、否決預算案及政府議案、反對國安法               | [ 16 ] [ 17 ] | 無效 |
| 郭家麒 | 新界西         | 溫和民主派 |      | 公民黨     | 拒簽   | 7月25日 | 請求美國及外國制裁、否決預算案及政府議案                           | [ 18 ]        | 無效 |
| 楊岳橋 | 新界東         | 溫和民主派 |      | 公民黨     | 拒簽   | 7月25日 | 請求美國及外國制裁、否決預算案及政府議案                           | [ 19 ]        | 無效 |
| 譚文豪 | 九龍東         | 溫和民主派 |      | 公民黨     | 拒簽   | 7月27日 |                                                                    |               |      |
| 何啟明 | 九龍西         | 溫和民主派 |      | 民協       | 拒簽   | 7月27日 | 否決預算案及政府議案、反對國安法                                   | [ 20 ]        |      |
| 岑子杰 | 九龍西         | 激進民主派 |      | 社民連     | 已簽   | 7月27日 | 否決預算案及政府議案、反對國安法                                   | [ 21 ]        |      |
| 劉頴匡 | 新界東         | 抗爭派     |      | 無黨籍     | 已簽   | 7月25日 | 請求美國及外國制裁、否決預算案及政府議案、反對國安法、推動香港獨立 | [ 22 ]        | 無效 |
| 張秀賢 | 批發及零售界   | 抗爭派     |      | 無黨籍     | 已簽   | 7月27日 | 請求美國及外國制裁、否決預算案及政府議案、反對國安法               | [ 23 ]        |      |
| 陳志全 | 新界東         | 抗爭派     |      | 人民力量   | 拒簽   | 7月27日 | 否決預算案及政府議案                                               | [ 24 ]        |      |
| 岑敖暉 | 區議會（第二） | 抗爭派     |      | 朱凱廸團隊 | 拒簽   | 7月27日 | 請求美國及外國制裁、否決預算案及政府議案、反對國安法、推動香港獨立 | [ 25 ]        | 無效 |
| 梁晃維 | 香港島         | 抗爭派     |      | 無黨籍     | 拒簽   | 7月25日 | 請求美國及外國制裁、否決預算案及政府議案、反對國安法               | [ 26 ]        | 無效 |
| 袁嘉蔚 | 香港島         | 抗爭派     |      | 無黨籍     | 拒簽   | 7月25日 | 否決預算案及政府議案、反對國安法、推動香港獨立                     | [ 27 ]        | 無效 |
| 張崑陽 | 九龍西         | 抗爭派     |      | 無黨籍     | 拒簽   | 7月25日 | 請求美國及外國制裁、否決預算案及政府議案、反對國安法               | [ 28 ]        |      |
| 何桂藍 | 新界東         | 抗爭派     |      | 無黨籍     | 拒簽   | 7月25日 | 否決預算案及政府議案、反對國安法                                   | [ 29 ]        | 無效 |
| 黃之鋒 | 九龍東         | 抗爭派     |      | 無黨籍     | 拒簽   | 7月26日 | 請求美國及外國制裁、否決預算案及政府議案、反對國安法、推動香港獨立 | [ 30 ]        | 無效 |
| 鄭錦滿 | 香港島         | 修憲派     |      | 熱血公民   | 已簽   | 7月25日 | 推動香港獨立                                                       | [ 31 ] [ 32 ] | 無效 |
| 鄭松泰 | 新界西         | 修憲派     |      | 熱血公民   | 已簽   | 7月27日 | 侮辱中國國旗及香港區旗                                             | [ 33 ]        |      |

## 過程

### 選舉主任致函多人

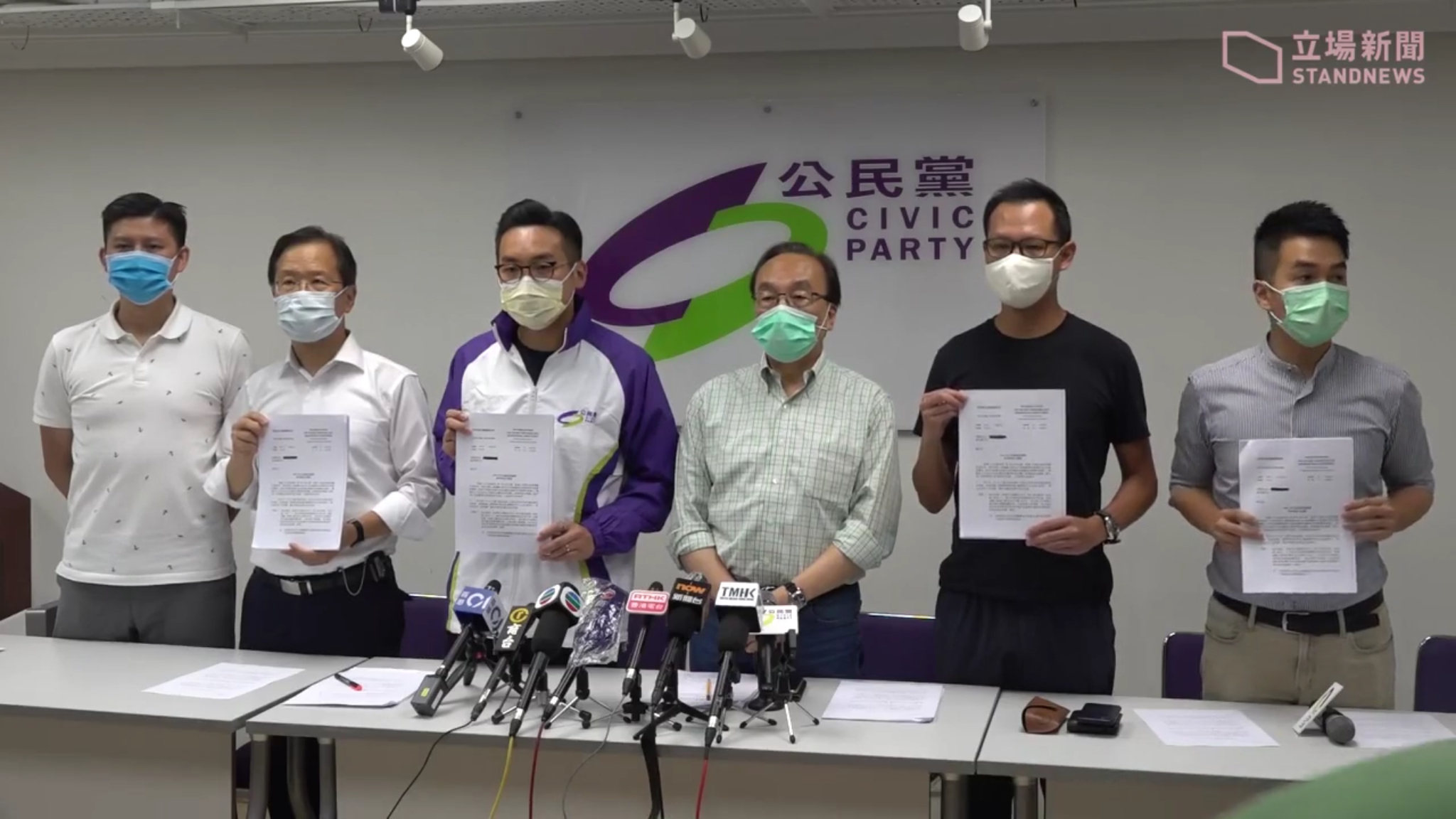
公民黨回應多位參選人收到選舉主任查詢

2020年7月25日起，多個參選人陸續收到選舉主任發出的電郵，信中根據媒體報導及網上Facebook、Instagram言論，詢問他們的政治立場，並要求他們在24小時內回覆郵件，以讓選舉主任判定提名是否有效。
公民黨召開記者會回應，該黨主席梁家傑質疑政府密謀用行政手段作政治篩選，他們已去信要求將信件回覆時限延至明日，並要求選舉主任今早10時前回覆。選舉主任其後拒絕要求，表示時間不會延長，更要求其於限期或之前回覆問題。梁家傑認為，選舉主任要求參選人在一日內回應問題的手法極之壓迫，政治篩選意圖呼之欲出。
時為熱血公民2020年香港立法會換屆香港島地方選區參選人的鄭錦滿則重申，絕不支持「香港獨立」的主張，以及放棄選舉主任所提及之相關主張。

### 多人提名無效

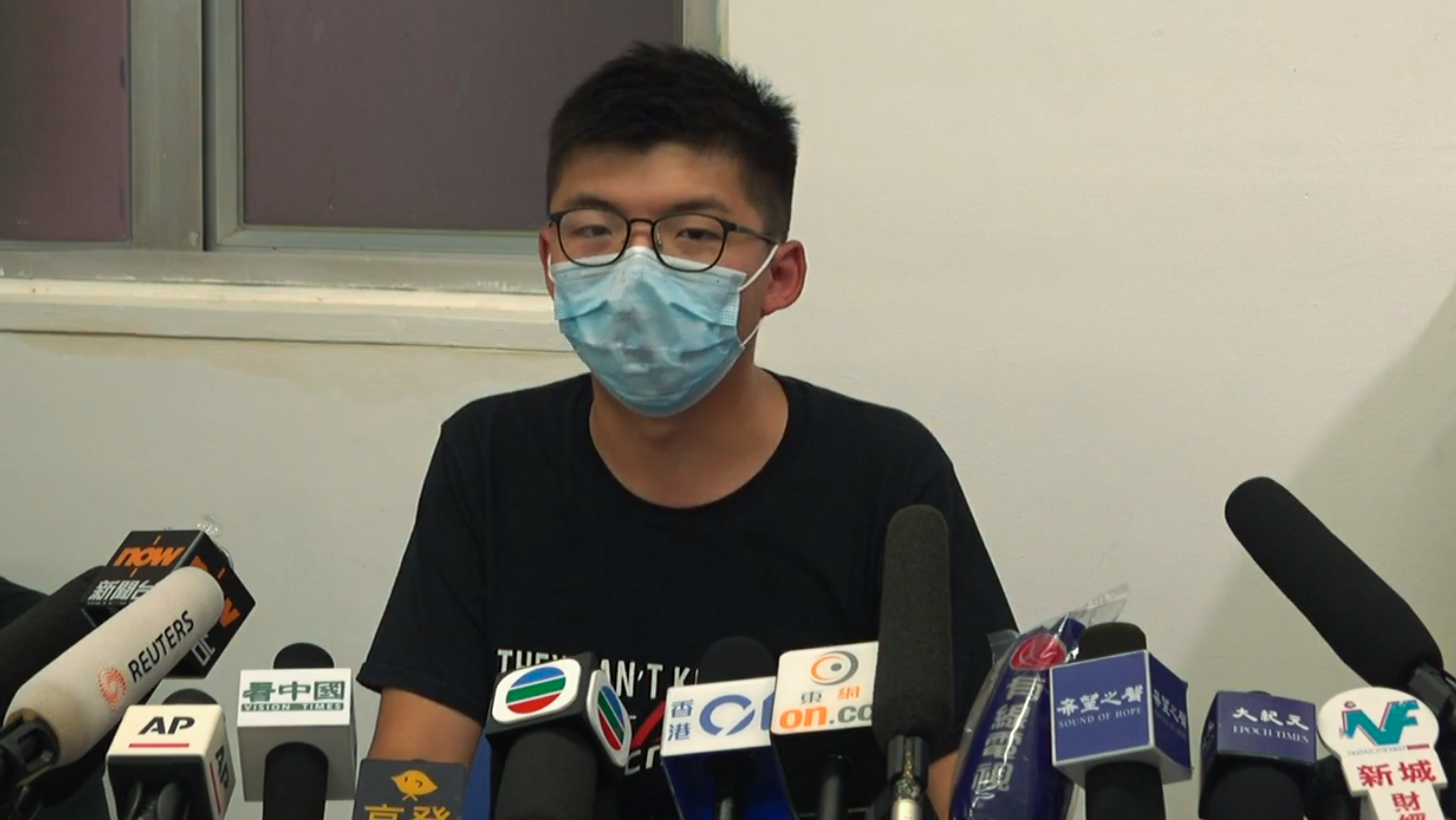
黃之鋒認為政府取消民主派參選資格的規模超出預期，指九龍東選舉主任蔡敏君以「假新聞」羅織莫須有罪名，刻意曲解他的言論，更是為了配合國安公署

7月30日，黃之鋒、岑敖暉、楊岳橋、郭家麒、郭榮鏗、鄭達鴻、梁繼昌、劉頴匡、何桂藍、鄭錦滿、梁晃維及袁嘉蔚共12人收到選舉主任回覆指其提名無效。政府同日發出聲明支持選舉主任的決定，並強調根據陳浩天案的判詞，參選人不僅需遵守《基本法》，更需「支持、推廣及信奉《基本法》」。有媒體統計，至少9人被指「尋求外國干預中國或香港事務」，7人被指反對《港區國安法》，7人被指濫用議員職權迫使政府接受要求，包括「攬炒」提出否決《財政預算案》。
黃之鋒認為政府取消民主派參選資格的規模超出預期，指九龍東選舉主任蔡敏君以「假新聞」羅織莫須有罪名，刻意曲解他的言論，更是為了配合國安公署，方便日後可起訴他違反《港區國安法》。他也批評選舉主任將「擁護基本法」重新定義，參選人須支持、推廣及信奉基本法，質疑《基本法》是否上升至宗教程度。他認為國際社會必定會注意事件。
劉頴匡形容選舉主任的決定是「一紙笑話」，認為政府明顯要取消不合意的參選人的資格，剝奪選民的選擇權，從而讓香港人急速失去自由，不過目前取消參選資格只是第一步，估計會用《港區國安法》追究及清算他們，情況令人擔心。
楊岳橋認為政治取態較溫和的梁繼昌亦被取消參選資格，反映政府取消參選資格的準則改變，過往只有倡議香港獨立的候選人被取消資格，如今卻沒有對客觀標準，認為政權想把立法會變成橡皮圖章和「人大化」。同時估計公民黨代表至少一段時間不會在立法會出現。
另外，據香港01報道，其餘倖存的民主派參選人中，社民連岑子、民主黨許智峯、朱凱廸及其團隊名單、人民力量陳志全和前大專學界國際事務代表團發言人，與黃之鋒友好的張崑陽等亦原本在DQ範圍內，後來因選舉主任未下最終決定，政府宣佈推遲立法會選舉，才避過正式落閘。

### 事後安排
12名民主派參選人提名無效後，多個被視為「Plan B」的民主派人士紛紛報名。其中大律師公會主席戴啟思在7月30日報名參選法律界，強調是以獨立身分出選，否認為法律界郭榮鏗的「Plan B」；中西區區議員黃永志在facebook呼籲港島區選民即晚遞交提名；而去年6月12日金鐘衝突中，右眼受傷的中學教師楊子俊亦報名參選香港島；報稱「獨立民主派」的鄭司律報名參選九龍西。

## 回應

### 中华人民共和国
- 港府發稿表示認同和支持選舉主任就12名獲提名人士提名無效的決定。港府指，支持香港獨立、以民主自決或支持香港獨立作為自決前途選項來處理香港體制；進行尋求外國政府或政治組織干預特區事務；原則上反對全國人大常務委員會制訂《港版國安法》及列入《基本法》附件三並在香港公布實施；表明意圖在確保於立法會佔多數後，行使立法會議員權力無差別地否決任何政府提出的立法建議、任命、撥款申請及財政預算案，以迫使政府接受若干政治要求；及拒絕承認中華人民共和國對香港特區行使主權，以及香港特區作為中華人民共和國一個地方行政區域的憲制地位等行為的人士，不可能真誠地擁護《基本法》，因此不可能履行立法會議員職責。[46]
- 中聯辦即日發聲明，堅決支持選舉主任的決定，有關決定理據充足、合法合規。指出被提名無效參選人公開鼓吹港獨、自決；「告洋狀」求外部勢力制裁香港等言行突破法律底線，同時有人宣稱當選後會無差別否決財政預算案和政府法案，以癱瘓特區政府；有人從根本上反對香港國安法等等。發言人強調，已故中共領導人鄧小平提出的「港人治港」，是必須由愛國者為主體的港人治理香港，稱真誠擁護基本法和效忠特區。是從政者理應遵從的基本政治要求和政治倫理[47]。

### 國際社會
- 英國外相藍韜文發聲明譴責，稱被提名無效的決定削弱「一國兩制」完整性，明顯是因政見而被取消參選資格[48]。
- 由68位來自多國議會成員組成的「對華政策跨國議會聯盟」（Inter-Parliamentary Alliance on China）發表聲明回應指，政府取消民主派候選人資格及推遲立法會選舉，是對香港民主進程造成不可接受的阻礙，令人擔憂香港權利和自由受到進一步侵蝕，促請國際社會採取適當的措施，應對香港權利和自由將進一步縮小[49]。
- 美國國務院發言人指，極之關注民主派參選人被取消資格的事件，認為這是北京持續削弱香港高度自治及違反《中英聯合聲明》國際義務的進一步證據，發言人指國務院會繼續密切注視事件。[50]
- 德國外長海科·馬斯表示，港府取消12名民主派候選人的決定，是再次踐踏香港市民的權利，重申中國應承擔國際法下的責任，包括確保香港人享有《基本法》列明的權利，以及自由、公平選舉的權利。[51]
- 8月9日，五眼聯盟國家外長發表聯合聲明，稱對香港政府取消部分立法會參選人的參選資格“極為擔憂”。聲明稱，港府的有關舉措已經損及維護香港穩定繁榮的民主進程，因此要求香港政府恢復有關人士的參選資格[52]。

### 學術界
馬嶽表示以往被取消資格的參選人大多屬本土自決派（現稱「抗爭派」），而這次民主派中取態較溫和的參選人亦被取消提名，反映了中華人民共和國中央政府給出強烈訊息，超越了某些界線便不能參選。
香港理工大學專業及持續教育學院講師陳偉強批評政府今次「DQ」多名民主派人士的同時，亦向他們「露底牌」，述明何種言論或行為將觸及政治底線，擔心民主派未來再派員參選時，會懂得避開「紅線」，屆時將難阻港獨勢力進入議會。陳又批評選舉主任決定是否信納參選人真誠擁護《基本法》及效忠特區的標準不一致，如有參選人早前在商舖展示「光復香港，時代革命」旗幟，但仍能入閘參選，擔心為民主派未來抗辯立下先例。